# Pulseira de silicone

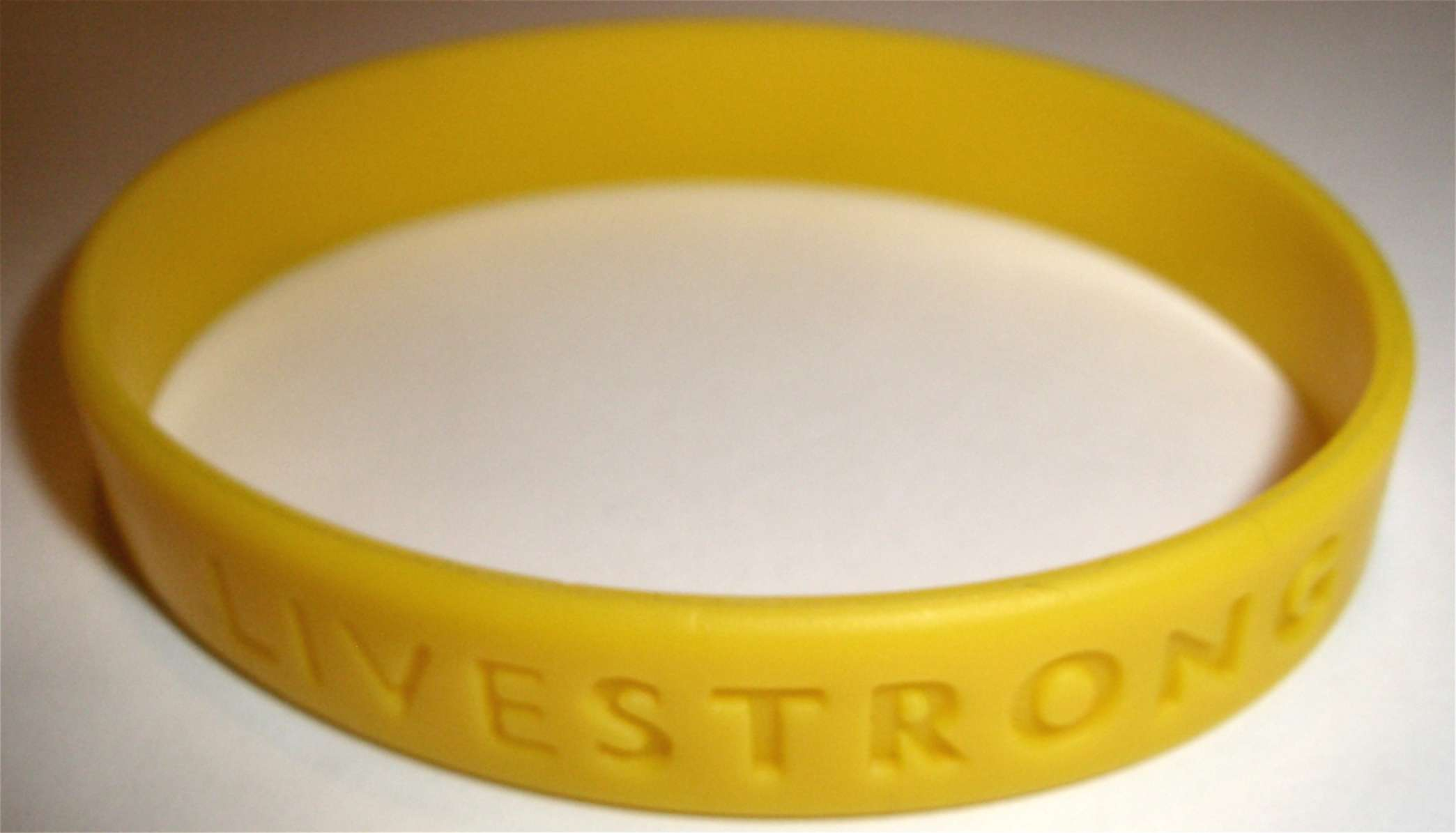
Pulseira Livestrong

Pulseira de silicone é um tipo de bracelete. Vem em uma variedade de cores, e dezenas podem ser usados em um braço.

## Pulseiras de caridade

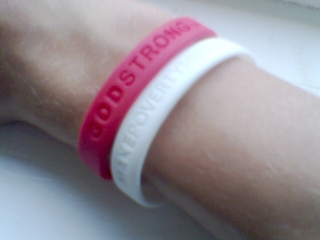
Braceletes Godstrong e Make Poverty History

Pulseiras de caridade ganharam popularidade em 2004 quando a Lance Armstrong Foundation iniciou sua Pulseira Livestrong amarela de silicone para levantar fundos para a pesquisa sobre o câncer. 
Em 2005, as pulseiras de silicone tornaram-se populares com muitas entidades filantrópicas nos EUA, como a Make Poverty History e a campanha da BBC Beat Bullying.
Outras pulseiras incluem para transplante renal (verde), câncer de mama (rosa), diabetes (azul), esclerose múltipla laranja), epilepsia (meio azul, meio vermelha), furacão Katrina (azul piscina misturado com branco), câncer pancreático (púrpura), e AIDS (vermelha, feita apenas na África). em geral, a cor da pulseira descreve sua causa, e as cores são frequentemente as mesmas das fitas de campanhas (como a fita vermelha da AIDS).

## Lenda urbana
Um tipo diferente de pulseiras foi introduzido em 2009 no mercado e ganhou popularidade principalmente entre as jovens. São as pulseiras de silicone, conhecidas também por "pulseiras do sexo". A origem desta relação deve-se a um jogo britânico e tem gerado polêmica com pais e educadores.Rumores semelhantes também se espalharam em outros países gerando o banimento destas pulseiras em algumas escolas estadunidenses.
O significado das cores das pulseiras podem variar conforme a fonte, mas objetivos da dita "brincadeira" são claros:
- Amarela – Abraço
- Amarela com purpurina - Beijo e abraço
- Laranja – Dentadinha de amor
- Roxa – Beijo com a língua
- Verde – Chupões no pescoço
- Rosa – Mostrar os seios
- Vermelha – Dança erótica
- Branca – A menina escolhe o que quer
- Azul – Sexo oral a ser praticado pela menina
- Preta – Fazer sexo
- Dourada – Fazer todos os citados acima